# Diego Martínez Barrio
Diego Martínez Barrio (Siviglia, 25 novembre 1883 – Parigi, 1º gennaio 1962) è stato un politico spagnolo.

## Politica
È stato Presidente del Consiglio dei ministri due volte: dall'8 ottobre 1933 al 16 dicembre 1933 e solo per un giorno, il 19 luglio 1936, gli succedette José Giral. Allo scoppiare della guerra civile spagnola tentò inutilmente di far desistere il capo degli insorti Emilio Mola offrendogli il posto di ministro della Guerra. Mola però respinse l'offerta.
Fu due volte Presidente della Repubblica spagnola in esilio, dal 3 marzo 1939 all'11 maggio 1940 e dal 17 agosto 1945 al primo gennaio 1962, quando morì in esilio a Parigi.

## Massoneria
Importante dirigente della Massoneria spagnola, fu iniziato il primo luglio 1908 nella loggia "Fe n. 261" di Siviglia del Grande Oriente Spagnolo, col nome simbolico di "Justicia", che cambiò il 30 maggio 1912 per quello di "Vergniaud" (un rivoluzionario girondino francese); nel 1912 fu tra i fondatori della loggia "Isis", di cui in seguito divenne Maestro venerabile, e il 18 febbraio 1915 della loggia "Isis y Osiris n. 377", che fino al luglio 1936 fu il principale centro della massoneria in Andalusia, nel 1923 raggiunse il 33º ed ultimo grado del Rito scozzese antico ed accettato e nel 1931 fu eletto per la prima volta Gran Maestro del Grande Oriente Spagnolo, carica che ricoprì in seguito una seconda volta.